# 2017 en Finlande
Chronologie de la Finlande
- 2013
- 2014
- 2015
- 2016
- 2017
- 2018
- 2019
- 2020
- 2021

Cette page concerne les évènements survenus en 2017 en Finlande  :

## Évènement
- 10 juin : Crise du gouvernement finlandais (en).
- 18 août : Attaque au couteau à Turku (bilan : deux morts, huit blessés)
- 23 juin : Lancement du satellite Aalto-1 (en).
- 6 décembre : La Finlande célèbre les 100 ans de son indépendance ; le bureau du Premier ministre finlandais a auparavant créé l'organisation Finland 100 Years (en finnois : Suomi 100 -hanke) pour organiser une série d'événements jubilaires.

## Sport
- Championnat de Finlande de hockey sur glace 2016-2017
- Championnat de Finlande de hockey sur glace 2017-2018
- Championnat de Finlande de football 2017
- 22 février-5 mars : Organisation des championnats du monde de ski nordique à Lahti.
- 29 mars-2 avril : Championnats du monde de patinage artistique à Helsinki.
- 20-30 juillet : Participation de la Finlande aux Jeux mondiaux à Wrocław, en Pologne.
- 27-30 juillet : Rallye de Finlande
- 31 août : Organisation, avec Israël, la Roumanie et la Turquie du championnat d'Europe de basket-ball.

## Culture
- 9-13 août : 75e convention mondiale de science-fiction (en) à Helsinki.

### Sortie de film
- L'Ange du Nord
- L'Autre Côté de l'espoir
- Borg McEnroe
- Entre les roseaux
- Ikitie
- Le Plafond
- Sorceress
- Le Temps d'un été
- Tom of Finland
- Unknown Soldier

## Décès
- Helka Hynninen (fi), chanteuse.
- Mauno Koivisto, président de la Finlande.
- Erkki Kurenniemi, mathématicien et physicien.
- Outi Ojala, personnalité politique.
- Olavi Puusaari (fi), journaliste.
- Liisa Ryömä (fi), traductrice.
- Sirkka Selja, poétesse.
- Annikki Tähti (fi), actrice et chanteuse.
- Jaana Toivari-Viitala (fi), égyptologue.